# Nicolas Berthelot
Nicolas Berthelot (Parigi, 26 luglio 1964) è un ex tiratore a segno francese.

## Palmarès

### Olimpiadi
- 1 medaglia:
  - 1 argento (Seul 1988 nella carabina ad aria 10 metri)